# Lake View (Chicago)
Lake View o Lakeview (literalmente, Vista del Lago en inglés) es una de las 77 áreas comunitarias de Chicago (Illinois, Estados Unidos), ubicada en el Lado Norte (North Side) de la ciudad. Está demarcado al sur por Diversey Parkway, al norte por West Irving Park Road, al oeste por la Avenida North Ravenswood y al este por el Lago Míchigan. Las áreas comunitarias limítrofes son Uptown al norte, Lincoln Square al noroeste, North Center al oeste y Lincoln Park al sur. En 2010,[actualizar] Lake View contaba con 94 368 residentes, siendo la segunda área comunitaria más poblada de Chicago, solo por detrás de Austin (98 514 residentes).
Lake View está dividida de forma no oficial en vecindarios más pequeños: Lakeview East, West Lakeview y Wrigleyville. Lakeview East contiene el distrito de Boystown, conocido por su comunidad LGTB y la marcha del Orgullo que tiene lugar todos los años en junio. Wrigleyville rodea Wrigley Field, el estadio de los Chicago Cubs.

## Comunidades

### Boystown

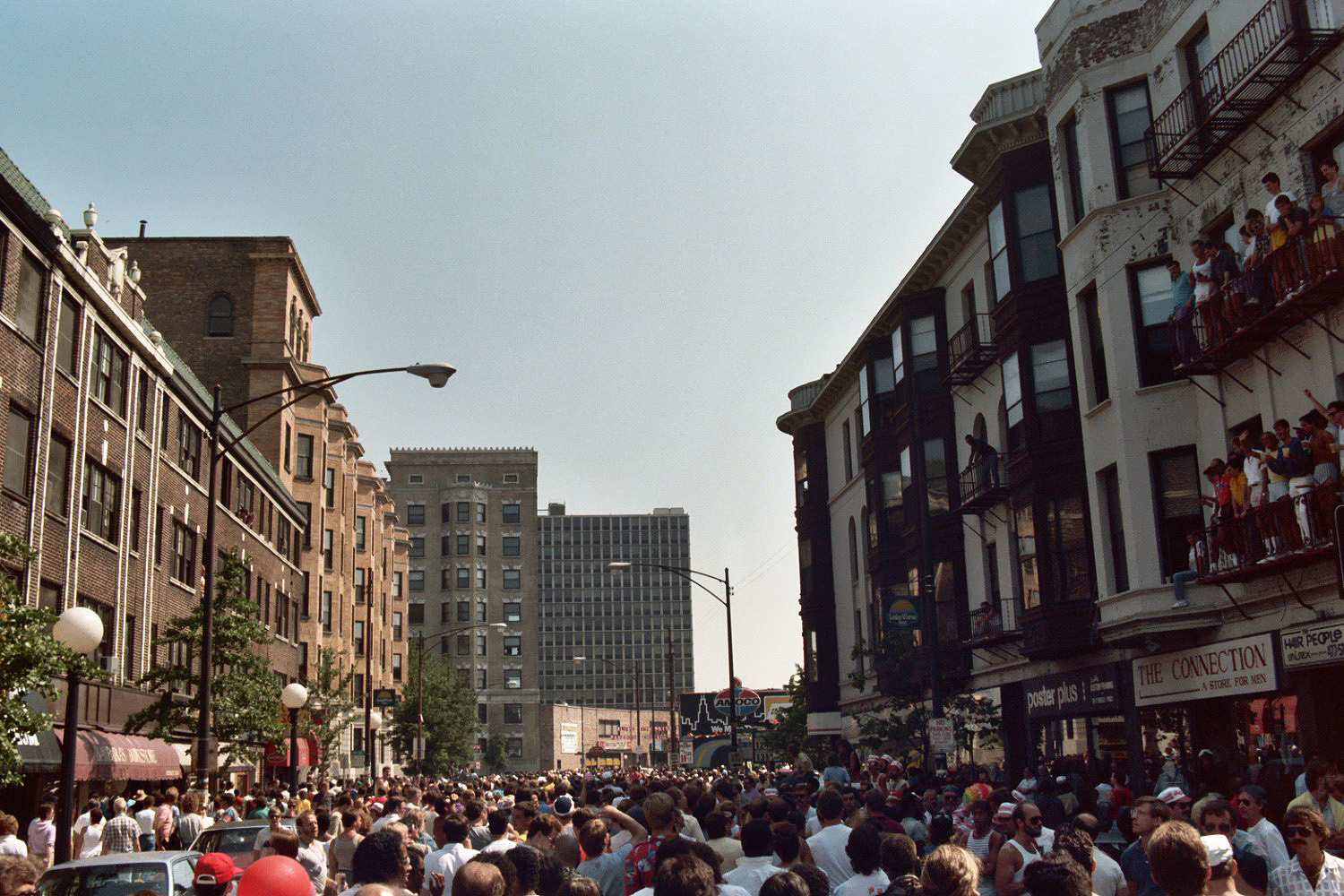
Marcha del Orgullo en 1985 en Lakeview.

La sección Boystown de Lakeview fue el primer barrio gay reconocido en los Estados Unidos. En la actualidad, se ha convertido en el centro cultural de los residentes LGTB del área metropolitana de Chicago, albergando a una de las mayores comunidades LGTB del país. Sus límites oficiosos, superpuestos con los de Lakeview East, son Irving Park Road al norte, la Calle Broadway al este, la Avenida Wellington al sur y la Avenida Sheffield al oeste. El Center on Halsted, un centro comunitario LGTB, se encuentra en Boystown.
Boystown es conocido por su animada vida nocturna. La marcha del Orgullo de Chicago, que tiene lugar cada año en el mes de junio, comienza en la intersección de Montrose y Broadway, sigue hacia el sur por Broadway, luego por Halsted a Belmont, gira al este en Belmont de nuevo a Broadway, luego al sur a Diversey y finalmente al este a Sheridan Road.

### Lakeview East
Lakeview East está territorialmente delimitada por su cámara de comercio como el área comprendida entre la Calle Clark Norte y la Calle Halsted Norte al oeste, la Calle Grace Oeste al norte y Diversey Parkway Oeste al sur y la parte norte del Lake Shore Drive al este. La mayor parte de su área está considerada oficialmente como parte de Boystown. Lakeview East tiene una notable población judía y cuenta con tres sinagogas.
La gentrificación y la diversificación han cambiado Lake View, y muchas empresas se han expandido al norte de la Avenida Belmont Oeste.
Las iglesias históricas, como la Iglesia Presbiteriana de Lake View o la Iglesia Episcopal de San Pedro, permanecen como parte integral de la comunidad. Nuestra Señora del Monte Carmelo es la residencia de un vicario episcopal y obispo auxiliar de la Arquidiócesis de Chicago. También es la iglesia matriz del vicariato local y el controvertido Archdiocesan Gay and Lesbian Outreach, creado por el Cardenal Joseph Bernardin, y que es una de las pocas congregaciones pro-LGTB creadas y autorizadas por una diócesis católica de Estados Unidos.

### North Halsted
North Halsted, denominado comercialmente Northalsted por su asociación de empresarios, es un área más pequeña ubicada dentro de los límites de Lakeview East, rodeando el enclave de Wrigleyville. Aunque el nombre de Boystown se haya utilizado coloquialmente para todo Lakeview East, para algunos,[cita requerida] Boystown está limitado al área a lo largo de la Calle Halsted Norte. Tiene la distinción de ser el primer barrio gay oficialmente reconocido de Estados Unidos. En 1998, el entonces alcalde Richard M. Daley llevó a cabo una restauración de 3,2 millones de dólares del corredor de la Calle Halsted Norte, y se erigieron hitos en forma de obelisco con los colores de la bandera arco iris a lo largo de la vía. En 2012, el Legacy Project comenzó a instalar placas en los hitos en conmemoración de personajes e hitos históricos de la historia LGTB. North Halsted es conocido por su vida nocturna, y cuenta con más de 60 bares, restaurantes y clubes nocturnos pensados para la comunidad LGTB. También cuenta con el centro comunitario LGTB Center on Halsted.

### West Lakeview

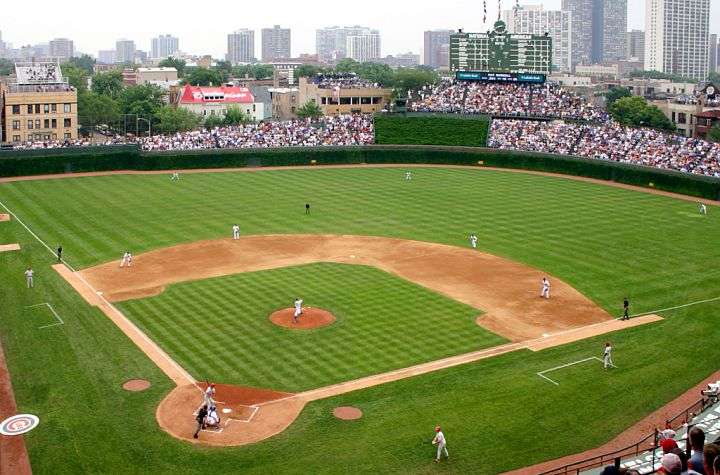
Wrigley Field, de donde proviene el nombre de Wrigleyville, es el estadio del equipo de béisbol Chicago Cubs.

West Lakeview, de la que una parte se conoce como North Lakeview, se encuentra a lo largo del borde del área comunitaria de Roscoe Village. La organización residencial West Lakeview Neighbors (Vecinos de West Lakeview) define West Lakeview como el área delimitada por la calle Addison Oeste al norte, la avenida Belmont Oeste al sur, la avenida Southport Norte al este y la avenida Ravenswood Norte al oeste. En esta área comunitaria se encuentra el Music Box Theatre, un cine histórico que abrió el 22 de agosto de 1929.

### Wrigleyville
Wrigleyville es el sobrenombre del área que rodea Wrigley Field, el estadio de los Chicago Cubs. También es conocido como Central Lakeview, y se encuentra delimitado entre la Avenida Cornelia, la Calle Irving Park, la Calle Halsted y la Avenida Racine.
Wrigleyville había sido un vecindario de clase obrera. En la actualidad, se compone de edificios bajos, algunos de los cuales están coronados con gradas en la terraza con vistas a Wrigley Field. Estas gradas son conocidas como las Wrigley Rooftops (Terrazas de Wrigley), y los propietarios tienen firmados acuerdos especiales con los Cubs para poder ponerlas a disposición del público que quiera ver partidos de béisbol u otros eventos. Wrigleyville también cuenta con numerosos bares y restaurantes con temática deportiva. Las entradas a estas gradas son generalmente más caras que las entradas al propio estadio, pero tienen la comida y la bebida incluidas.

## Transporte público

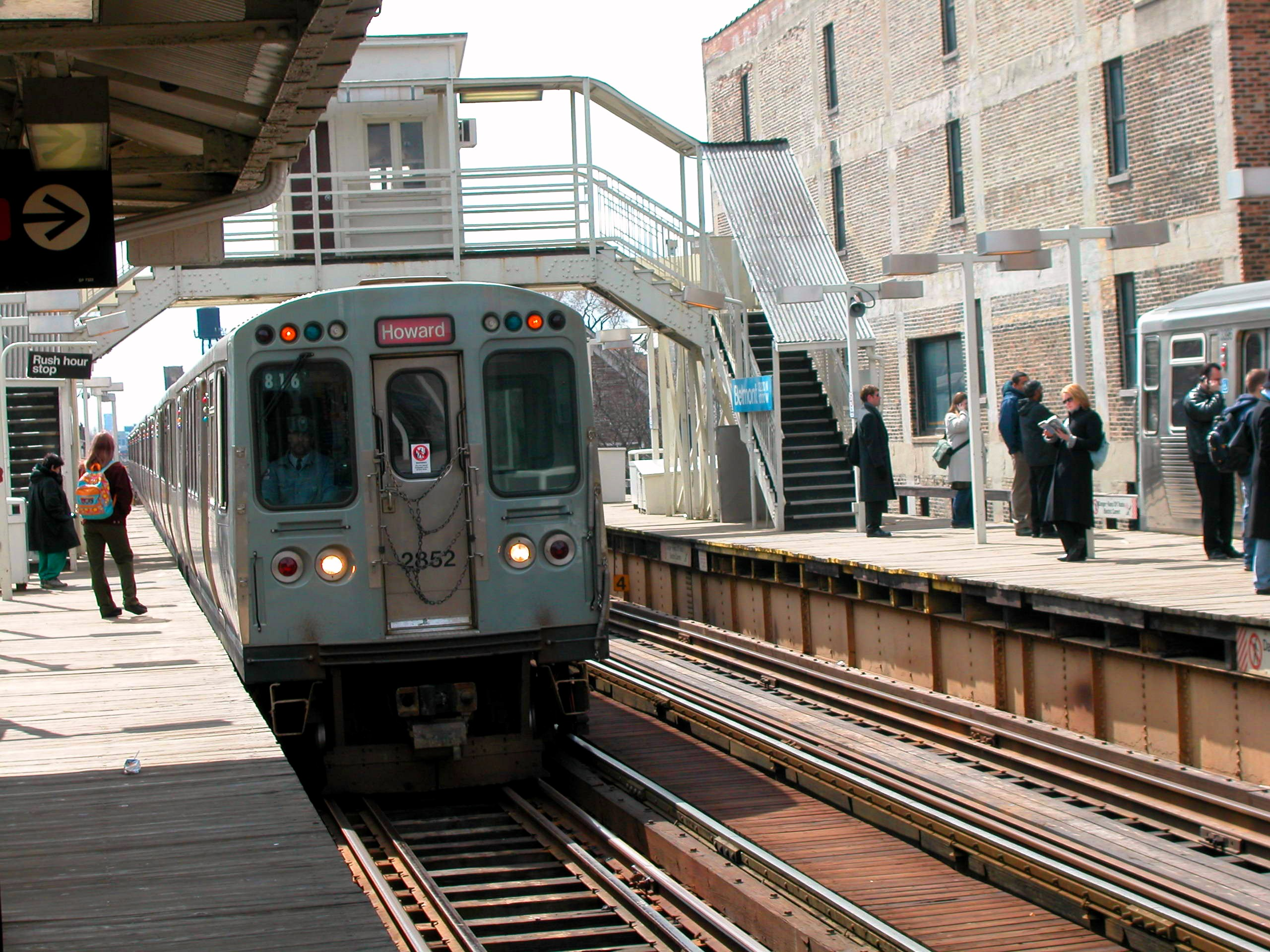
Estación Belmont del Metro de Chicago

La mayoría de las necesidades de transporte público de Lake View son atendidas por la Autoridad de Tránsito de Chicago, la cual provee acceso de residentes y visitantes a los servicios de Línea Roja, Línea Púrpura y Línea Marrón del tránsito rápido del Metro de Chicago.
Lakeview es servida por seis estaciones del metro:
Addison (línea Roja), 
Belmont (líneas roja, marrón y púrpura), 
Paulina (línea marrón), 
Sheridan (línea roja), 
Southport (línea marrón), y 
Wellington (líneas marrón y púrpura).

## Educación
Las Escuelas Públicas de Chicago gestiona las escuelas públicas que sirven al distrito.
- Escuelas K-8 del barrio que sirven a Lake View:  Agassiz, Hamilton, Ravenswood, Nettelhorst, Blaine, y Burley.[10]
- La escuela preparatoria Lake View High School sirve a la mayoría del distrito, y la preparatoria  Lincoln Park High School sirve a una parte pequeña del barrio.[11]

Lake View tiene la escuela magnet bilingüe (de inglés y español) Escuela Inter-Americana.

## Eventos
Una buena parte del Maratón de Chicago, una de las carreras más multitudinarias del mundo, pasa por Lakeview East. También pasa por Lakeview East el Bike the Drive, una carrera ciclista anual no competitiva que permite a los competidores circular por Lake Shore Drive.
El acontecimiento más multitudinario de Lake View es la Marcha del Orgullo Gay de Chicago, que tiene lugar el último domingo de junio a lo largo de las calles Broadway, Halsted y Diversey. Posteriormente, durante un fin de semana de agosto, se corta el tráfico rodado en la calle Halsted para albergar la feria Northalsted Market Days.
En octubre tiene lugar una vigilia solemne y una marcha en la intersección entre las calles de Roscoe y Halsted en honor a Matthew Shepard. Cada año, la Matthew Shepard March Against Anti-Gay Hate (Marcha Matthew Shepard contra el Odio Antigay) trata diversas temáticas del activismo LGBT, tales como la oposición a los delitos de odio o el apoyo a la juventud gay. El evento cuenta con una significativa representación política de organizaciones políticas progresistas en lo social, como el Partido Verde y el Partido Demócrata. También cuenta con la presencia de republicanos de tendencia más progresista, aunque en menor grado.

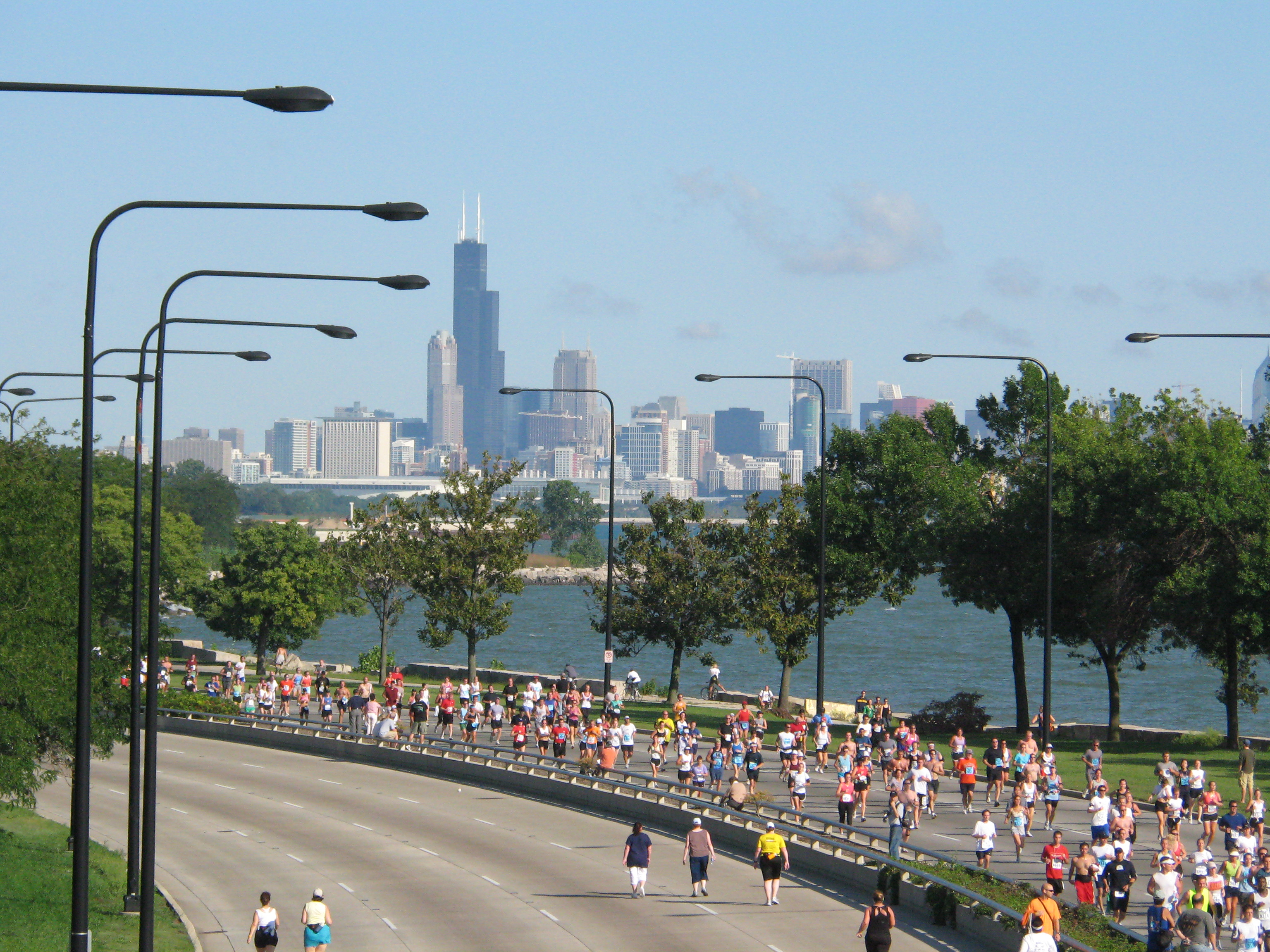
El Maratón de Chicago se celebra todos los octubres
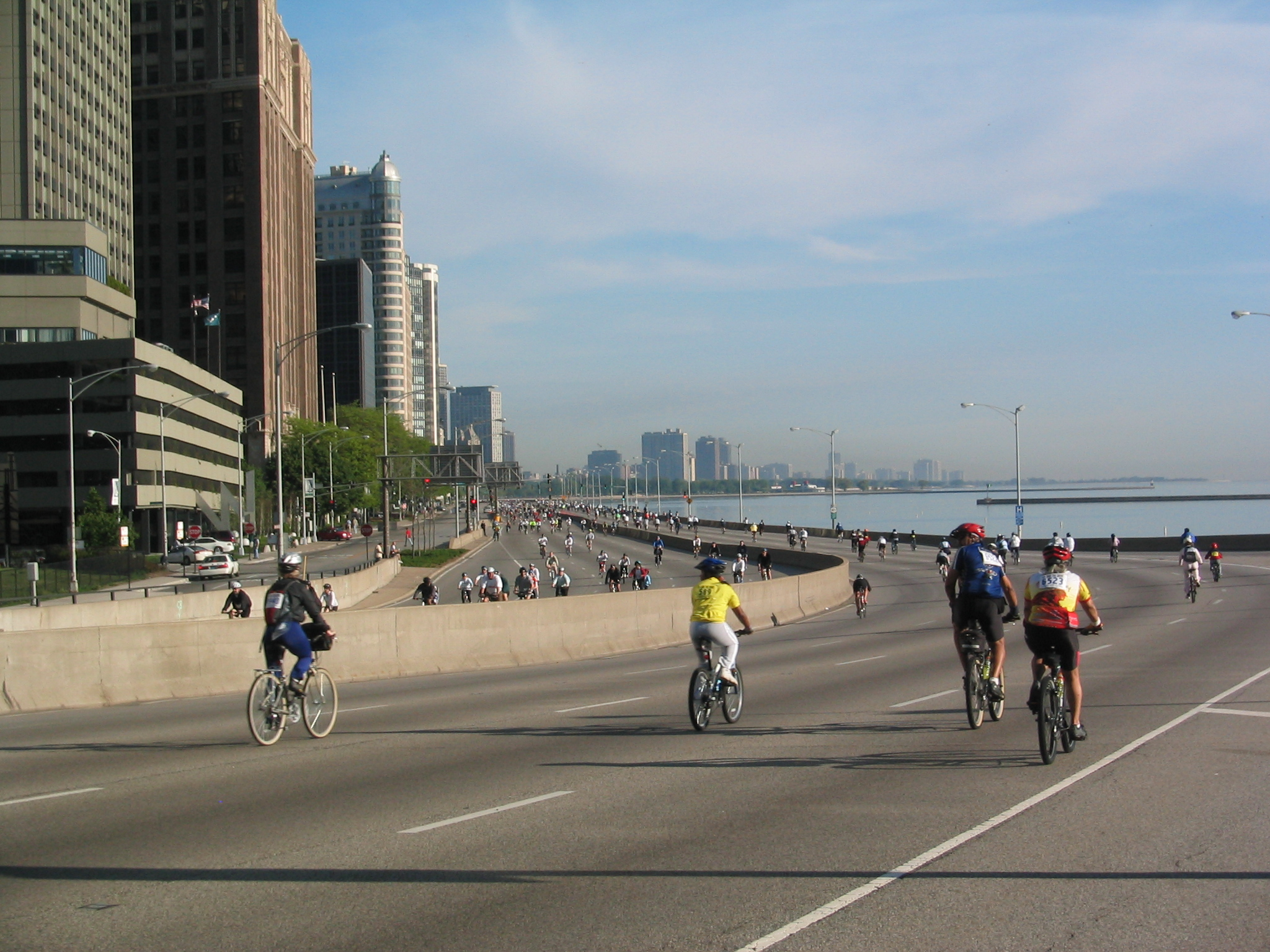
En el Bike the Drive se cierra el Lake Shore Drive al tráfico de vehículos de motor
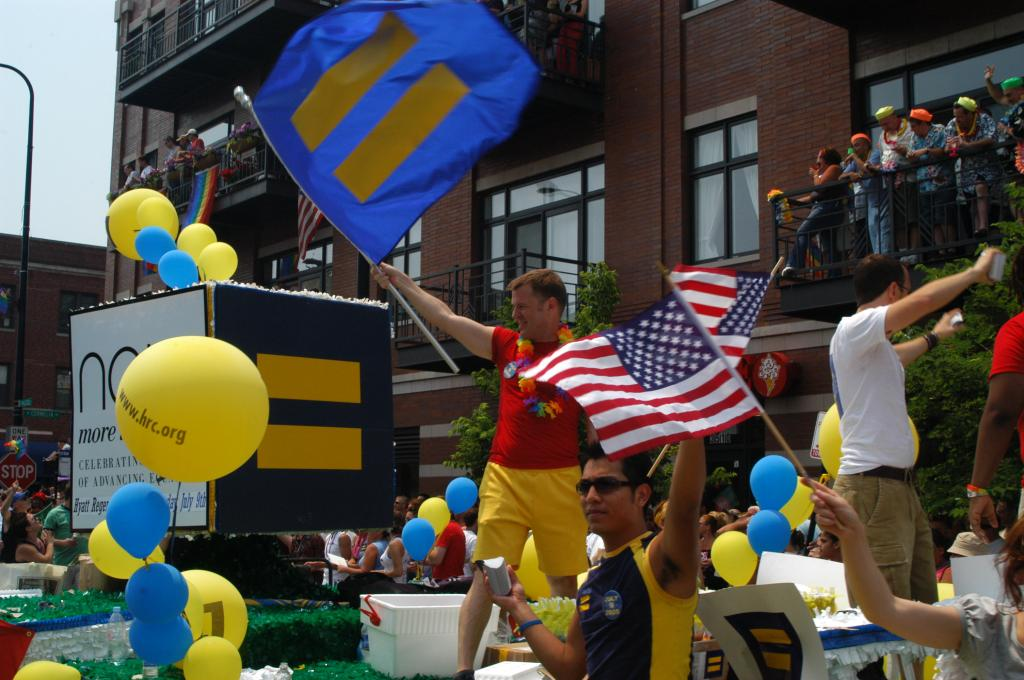
Marcha del Orgullo tiene lugar todos los años en junio.